# 나카무라 다케시 (원화가)
나카무라 다케시(なかむら たけし, 나카무라 타케시)는 일본의 게임 크리에이터(원화가)이다.

## 약력과 활동
- 윈도우 95 및 인터넷 보급 이전부터 CG를 사용한 원화가.
- 유한 회사 아이데스(アイデス, 현 F&C) 소속 원화가로 소속 브랜드 칵테일 소프트, Fairy Tale에서 각종 작품을 담당했으며, 원화가 아마즈유 타츠키, 미츠미 미사토를 지도했다.
- 1996년 Pia♥캐롯에 어서오세요!!의 담당 제의를 받자 메인 원화는 거절, 서브로 참가했으며 이로 인해 아마즈유 타츠키가 최초로 메인 원화를 담당했다.
- 1997년 Pia♥캐롯에 어서오세요!! 2에서도 다른 작품의 담당을 이유로 거절, 이로 인해 미츠미 미사토가 최초로 메인 원화를 담당했다.
- 1999년 F&C 퇴사, 주식회사 아쿠아플러스에 입사해 Leaf 도쿄 개발실 소속이 된다.
- 이후로 계속 Leaf 소속으로 각종 게임의 원화를 담당하고 있다.

## 작품 목록

### 칵테일 소프트/Fairy Tale (F&C) 재직 중
- 전격 간호사 2
- DORADORA이모션 ～성패전～
- Pia♥캐롯에 어서오세요!!
- 피아캐로 TOYBOX
- 로맨스는 검의 휘광 II(ロマンスは剣の輝きII)

### Leaf 재직 중
- Comic Party
- 천사가 없는 12월
- 아루루와 놀자!!
- To Heart 2
- Tears to Tiara
- To Heart 2 AnotherDays
- 네가 부르는, 메기드의 언덕에서
- WHITE ALBUM 2